# Bonnie Jo Campbell
Bonnie Jo Campbell (nacida el 14 de septiembre de 1962 en Kalamazoo, Michigan) es una novelista y cuentista estadounidense. 

## Biografía
Creció en una granja de Michigan con su madre y sus cuatro hermanos.
Campbell se graduó en la Comstock High School, cerca de su ciudad de nacimiento. Posteriormente obtuvo una licenciatura en filosofía por la Universidad de Chicago en 1984. En 1995 obtuvo un máster en matemáticas por la Universidad de Míchigan Oriental, y en 1998 otro máster en escritura creativa. Ha viajado por Estados Unidos y Canadá haciendo autostop, ha trabajado en el Ringling Brothers and Barnum & Bailey Circus, y ha organizado rutas en bicicleta por el Este de Europa y Rusia.
Enseña escritura de ficción en la Universidad Pacífico de Forest Grove (Oregón). Vive en Kalamazoo con su marido, Christopher Magson.

## Carrera
Sus relatos han aparecido en Ontario Review, Story, The Kenyon Review, Witness, The Alaska Quarterly Review, Michigan Quarterly Review, Mid-American Review y Utne Reader . Las Michigan Writers Series de la Universidad de Michigan State han reconocido y alabado su trabajo.
Normalmente se la incluye entre los autores de grit lit. Como otros autores de ese estilo, en su obra son más importantes los personajes, las atmósferas y los lugares que la trama. Sus personajes son gente desesperada, sin futuro, gente dura que sobrevive como puede.

La gente de mis relatos tiene sueños modestos, y eso es lo más desgarrador: que ni siquiera los sueños más sencillos tienen oportunidad de convertirse en realidad.
Bonnie Jo Campbell 

## Obra

### Libros de relatos
- Women & Other Animals. University of Massachusetts Press. 1999. ISBN 978-1-55849-219-6.; Simon & Schuster, 2002, ISBN 978-0-7432-0307-4
  - Edición en castellano : Mujeres y otros animales. Dirty Works. 2023. ISBN 978-8-4192-8835-6
- American Salvage. Wayne State University Press. 2009. ISBN 978-0-8143-3412-6
  - Edición en castellano : Desguace americano.[4] Dirty Works. 2018. ISBN 978-8-4947-7502-4
- Mothers, Tell Your Daughters. W. W. Norton & Company. 2015. ISBN 978-0-393-24845-6
  - Edición en castellano : Madres, avisad a vuestras hijas.[5] Dirty Works. 2021. ISBN 978-8-4121-1284-9

### Novela
- Q Road. Scribner. 2003. ISBN 978-0-7432-0366-1
  - Edición en castellano : Q Road.[6] Dirty Works. 2022 ISBN 978-8-4192-8826-4
- Once Upon a River, W. W. Norton & Company. 2011. ISBN 978-0-393-07989-0
  - Edición en castellano : Érase un río.[7] Dirty Works. 2019. ISBN 978-8-4947-7509-3
- The Waters, W. W. Norton & Company. 2024. ISBN 9780393248432
  - Edición en castellano : Las Aguas.[8] Dirty Works. 2024. ISBN 978-84-19288-48-6

### Libros de poesía
- Love Letters to Sons of Bitches, Center for Book Arts. 2009

## Premios
- 1998. Associated Writing Programs Award de relatos por Women & Other Animals.
- 2009. Finalista del Premio Nacional del Libro por American Salvage.[9]
- 2009. Finalista del Premio del Círculo de Críticos Nacional del Libro por American Salvage.[10]
- 2009. Premio Eudora Weltey de la Southern Review por The Inventor, 1972.
- 2009. Ganadora de la Poetry Chapbooks Competition del Center for Book Arts por Love Letters to Sons of Bitches.[11]
- 2011. Beca de la John Simon Guggenheim Memorial Foundation.[12]